# フリードリヒ・ティーレガント
フリードリヒ・ティーレガント（Friedrich Tilegant, 1910年5月18日 - 1968年2月18日）は、ドイツの指揮者。
アンダーベックの生まれ。父からヴァイオリンの手ほどきを受けるも、ベルリンでパウル・ヒンデミットとフリッツ・シュタインに学んで指揮者に転向した。第二次世界大戦後、フォルツハイム市の音楽監督になり、1950年にフォルツハイムで南西ドイツ室内管弦楽団を創設し、亡くなるまで首席指揮者を務めた。
フォルツハイムにて癌により死去した。